# HD 라디오

로고

HD 라디오(HD Radio, HDR)는 대역 내 온채널(IBOC) 디지털 라디오 방송 기술의 상표이다. HD 라디오는 일반적으로 기존 아날로그 라디오 방송국을 잡음이 적고 텍스트 정보가 추가된 디지털 형식으로 동시방송한다. HD 라디오는 주로 미국, 미국령 버진 아일랜드, 캐나다, 멕시코 및 필리핀의 AM 및 FM 라디오 방송국에서 사용되며 북미 이외의 지역에서는 일부 구현된다.
"채널상"이라는 용어는 시스템이 실제로 기존 라디오 방송국 할당에 인접한 일반적으로 사용되지 않는 채널에서 방송하기 때문에 잘못된 이름이다. 이렇게 하면 원래 아날로그 신호가 그대로 유지되므로 활성화된 수신기가 필요에 따라 디지털과 아날로그 간에 전환할 수 있다. 대부분의 FM 구현에서는 96~128kbit/s의 용량을 사용할 수 있다. 고음질 오디오에는 48kbit/s만 필요하므로 HD 라디오를 "멀티캐스팅"이라고 부르는 추가 채널을 위한 충분한 용량이 있다.
HD 라디오는 라이선스가 부여되어 메인 채널의 동시 방송에 로열티가 없다. 회사는 추가 멀티캐스트 채널에 대한 수수료로 돈을 벌고 있다. 방송국에서는 이러한 추가 채널의 품질을 선택할 수 있다. 음악 방송국에서는 일반적으로 하나 또는 두 개의 고품질 채널을 추가하는 반면, 다른 방송국에서는 음성 전용 뉴스 및 스포츠에 대해 낮은 비트 전송률을 사용한다. 이전에는 이러한 서비스에 자체 송신기가 필요했으며 종종 저충실도 AM을 사용했다. HD를 사용하면 단일 FM 할당으로 이러한 모든 채널을 전달할 수 있으며 품질이 낮은 설정이라도 일반적으로 AM보다 사운드가 더 좋다.
일반적으로 기존 채널과 함께 사용되지만 전체 디지털 전송에 대해서도 라이선스가 부여되었다. 4개의 AM 방송국은 전체 디지털 형식을 사용한다. 하나는 실험적 승인에 따라 나머지 3개는 2020년 10월 FCC가 채택한 새로운 규칙에 따라 사용된다. 이 시스템은 북부 지역의 FM 방송 채널의 희소 할당에 의존하기 때문에 다른 곳에서는 거의 사용되지 않는다. 유럽에서는 방송국의 간격이 더 촘촘하다.